# Portulacaria afra
Portulacaria afra ist eine Pflanzenart aus der Gattung Portulacaria in der Familie der Didiereaceae. Trivialnamen sind Jadebaum, Speckbaum und Elefantenbaum.

## Beschreibung
Portulacaria afra wächst als immergrüner, stark verzweigter Strauch oder kleiner Baum und wird 2 bis über 4 Meter hoch. Der glatte, rötlichbraune Stamm erreicht einen Durchmesser von bis zu 30 Zentimetern. An den 3 bis 6 Millimeter dicken Trieben mit 2 bis 3 Zentimeter langen Internodien sitzen die kleinen, kreuzgegenständigen und einfachen, sitzenden bis kurz gestielten Laubblätter. Sie sind verkehrt-eiförmig, kahl und feinstachelspitzig sowie etwas fleischig, dicklich, ganzrandig, sie werden 13 bis 26 Millimeter lang sowie 10 bis 21 Millimeter breit. Die Nebenblätter fehlen.
Portulacaria afra ist zwittrig oder weiblich, also gynodiözisch.
Die gestielten Blüten erscheinen büschelig an den Zweigenden. Die kleinen Blüten mit, je nach Auffassung, doppelter oder einfacher Blütenhülle erreichen 3 Millimeter im Durchmesser und sind rosa oder weiß gefärbt. Die zwei beständigen und verwachsenen Kelchblätter oder Deckblätter werden 0,5 Millimeter und die vergänglichen fünf Kronblätter oder Tepalen 1,5 Millimeter lang. Es werden 5 bis 10 Staubblätter mit roten bis purpurfarbenen Staubbeuteln ausgebildet. Die weiblichen Blüten besitzen Staminodien. Der dreikantige und einkammerige Fruchtknoten mit drei fast sitzenden Narbenästen ist oberständig. Es ist jeweils ein Diskus vorhanden.
Es werden kleine, dreiflügelige und nicht öffnende, einsamige Früchte, Flügelnüsse gebildet.
Die Chromosomenzahl beträgt 2n = 44.

## Verbreitung und Systematik
Portulacaria afra ist in Mosambik, Eswatini und in den südafrikanischen Provinzen Ostkap und KwaZulu-Natal verbreitet. 

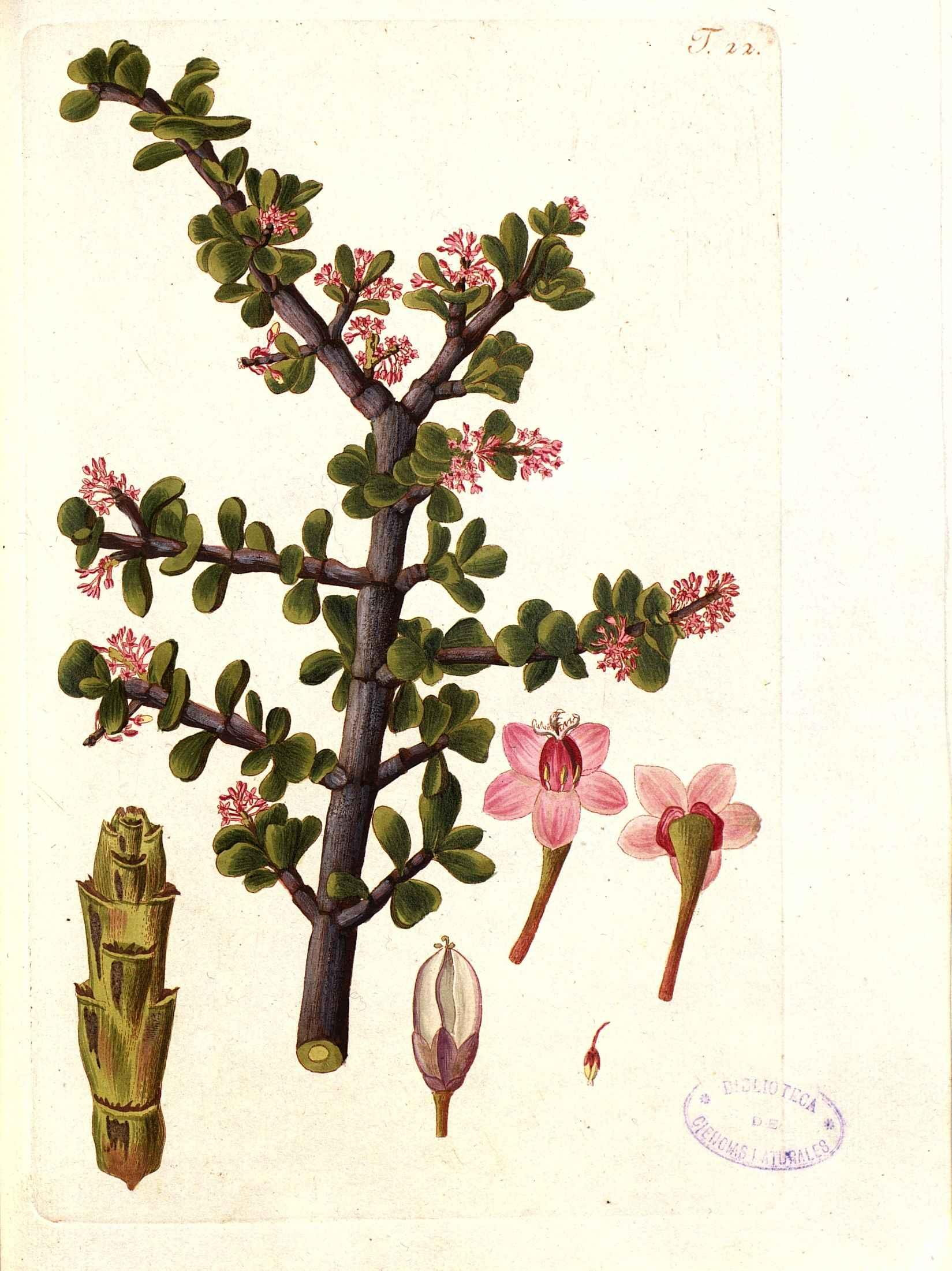
Illustration aus der Erstbeschreibung von 1787

Die Erstbeschreibung von Portulacaria afra erfolgte 1787 durch Nikolaus Joseph von Jacquin.
Es existieren zwei kultivierte variegate Formen der Art:
- 'Tricolor' – mit gelb panaschierten und teils rosa gefärbten Blättern
- 'Variegata' – mit gelbrandigen Blättern und dünntriebiger als die Art wachsend

## Verwendung
In Afrika wird die Art für Heckenpflanzungen und als Futterpflanze genutzt. In Kultur wird die Pflanze als Pfropfunterlage genutzt.
Des Weiteren wird Portulacaria afra gerne als Bonsai gehalten, da es eine pflegeleichte Pflanze ist und Anfängerfehler gut verzeiht.
Die jungen Blätter können als Salat gegessen werden.